# Gustaf Anton Larsén
Gustaf Anton Larsén, född 3 augusti 1870 i Hasslövs socken, död 2 juli 1939 i Halmstad, var en svensk folkskollärare och politiker (socialdemokrat). Gift 1898 med Maria Elfrida Gyllensvärd (dotter till Gustaf Gyllensvärd).
Larsén var folkskollärare i Halmstad. Som riksdagsman var han ledamot av första kammaren, först invald i Hallands läns valkrets och från 1922 invald i Kronobergs läns och Hallands läns valkrets.